# محمد كوليبالي
محمد كوليبالي (7 أغسطس 1988 في السنغال - ) (بالفرنسية: Mohamed Coulibaly)‏ هو لاعب كرة قدم فرنسي والسنغال في مركز جناح ‏. لعب مع بورت فايل وراسينغ سانتاندير وكوفنتري سيتي ونادي بورنموث ونادي غراسهوبر زيوريخ ونادي غويونيون وSC Dornach ‏ وFC Saint-Louis Neuweg ‏.

## وصلات خارجية
- محمد كوليبالي على موقع قاعدة بيانات كرة القدم.إي يو (الإنجليزية)
- محمد كوليبالي على موقع Soccerbase.com (لاعب) (الإنجليزية)
- محمد كوليبالي على موقع Soccerway.com (الإنجليزية)
- محمد كوليبالي على موقع AS.com (الإسبانية)